# Luigi Perin
Luigi Donato Perin (Sabaudia, ...) è uno scrittore, romanziere e drammaturgo italiano naturalizzato francese, ma egualmente autore di raccolte di poesia, di saggi letterari, di canzoni, così come traduttore di opere europee..

## Biografia
Nato a Sabaudia (Italia), Luigi Donato Perin è emigrato in Francia all'età di otto anni con i genitori, che si stabilirono nella Regione delle Tre Frontiere, nel sud dell'Alsazia.
Dopo gli studi classici a Saint-Louis, poi universitari a Strasburgo, sceglie di insegnare le lettere moderne e la lingua italiana.
Nel 1963, con due amici d'infanzia, fonda un complesso Les Jaguars, che diventerà nel 1970 il gruppo pop Théorème. Scrive l'opera rock "Clodoveo o La Commedia umana" (la prima del genere in Alsazia) creata dalla Compagnie T.A.C., e più di duecento canzoni. Nel 1999 un disco vinile 25 cm dei Jaguars riprende undici titoli degli anni sessanta. Nel 2000 viene pubblicato l'album CD dei Jaguars, "Cuori di rock", con dodici dei suoi brani originali. Nel 2015 esce un CD dei Jaguars, in omaggio al blues di Muddy Waters, ripreso in lingua alsaziana.
Dopo il periodo militare, Luigi Perin fonda nel 1976 la compagnia teatrale Le Sensible Art Set, che presto si chiamerà Compagnie du lys. Per questa troupe scrive su misura più di trenta testi, quasi tutti creati al giorno d'oggi, fra i quali: I Parassiti o l'Ermafrodismo dei funghi, Atomheim-sur-Rhin, La Cheyenne, La Guerra della Libertà, Il gioco del mio sacro, La Grande Primavera dei Rusteghi, Ammalianti corse nella notte, Via gypsae, La Notte della santa esecrazione, Il Passo del Centauro, Stanotte Calipso, Ritratti di maschere, Mezzaluna, Amor, Catene, Telemaco o l'incosciente viaggio del figlio, Il naso birbante di Pinocchio, Tavola di verità, La Kermesse delle folli, Il Padrino galantuomo, Fuori del silenzio, ecc.
Nel 1988 il suo testo teatrale Ooosoopannox, ossia I Bambini della domenica, è rappresentato nella versione tedesca a Berlino.
Nel 2002 la sua pièce "In rottura di tempo" è tradotta e pubblicata in rumeno nella rivista letteraria di Bucarest Steaua (In rupturi tempolui).
Nel 1989 scrive e dirige a Saint-Louis il grande spettacolo storico La Guerra della Libertà, all'occasione del Bicentenario della Rivoluzione Francese. Nel 1991, scrive e dirige La Grande Primavera dei Rusteghi alla Commanderie di Rixheim.
Ha ugualmente tradotto e adattato Aristofane, Nello Sàito, Wolfgang Borchert, Stavros Melissinos, Eduardo De Filippo e Luciana Luppi, Eduardo Scarpetta, Luigi Pirandello, Dino Buzzati, Gianni Rodari, José Coutinhas, Lina Ritter...
Ha scritto con la collaborazione del compositore Raphaël Picazos, una pièce musicale per adolescenti : Pulcinella alla Corte del Re di Napoli (creata a Villefranche-sur-Saône nel 1991).
Nel 2001 ha scritto con il musicista Emmanuel Babbi un'opera scolastica La Giungla nella città (creata nel giugno 2002 al Teatro La Coupole di Saint-Louis, assieme al G.E.C.A. d'Alsazia) In aprile 2003, ha diretto la regia della commeda-balletto originale Emilio legge troppo ossia il Dizionario scritta da Claude-Henri Joubert al Teatro La Coupole di Saint-Louis.
Luigi Donato Perin è l'ideatore di Theatra, il Festival Internazionale di Spettacoli Corti che si svolge, dal 1987, nel mese di ottobre a Saint-Louis.
Membro della Società degli Scrittori d'Alsazia, di Lorena e del Territorio di Belfort, membro dell'Accademia d'Alsazia, membro dell'associazione Lirrér'Al, membro della SACEM e SACD, è stato, per sette anni, il Presidente della Federazione del Teatro Amatorile dell'Alto Reno.

## Premi
- Premio Città di Colmar 2001 per la sua “pièce” Il Passo del Centauro
- Premio della Renanità nel 2002 per il suo romanzo Cuori di rock
- Premio Voltaire nel 2004 per la sua novella Saliman o Schiacciamo l'infame !* Lo stesso anno, a Bordeaux, il Premio Teatro Arte & Lettere di Francia per il testo teatrale  Stanotte Calipso
- Premio Giovani del Piccolo Teatro di Vallières nel 2005, a Clermond-Ferrand, per il testo Tarou Labrousse.

Luigi Donato Perin ha pubblicato quattro opere in lingua italiana. Ultime pubblicazioni : L'Eclisse di Alina (2006, romanzo per adolescenti) ; Sei personaggi in cerca di uccisore (romanzo giallo), Teatro in Donne (testi corti di teatro), Il naso birbante di Pinocchio (farsa mocciosa in versi). Le sue opere sono pubblicate da Les Editions du Lys, Les Editions du Bastberg, les Editions du Petit Théâtre de Vallières, ecc.

## Opere pubblicate in italiano
- Luigi Perin, Il Paese della fine del mondo, poesie. Prefazione di Cosmo Damiano Pontecorvo, Centro Storico Culturale "Andrea Mattei", Cassino, 1982, 48 p.

(ISBN 2-903693-01-3)
- Rosine Lupi (Luigi Perin), Ammalianti corse nella notte, Piccola cronica dell'odio trattenuto, teatro. Les Editions du Lys, Saint-Louis, Collana Giano, 1992, 128 p.

(ISBN 2-903693-10-2).
- Luigi Perin, Pulcinella alla corte del re di Napoli, Argomento teatrale per ragazzi. Musica di Raphaël Picazos. Les Editions du Lys, Saint-Louis, Collana Giano, 1993, 90 p.

(ISBN 2-903693-11-0).
- Luigi Perin, Don Adolfo L'Arco, Adalberto Cleo, Gabriele Peroni, Culto ed Iconografia dei Santi Cosma e Damiano : I miracoli. Prefazione di Cosmo Damiano Pontecorvo. Il Golfo e Edizioni Pontine, Formia, 2008, 32 p. (senza ISBN)
- Luigi Perin, Cosmo Damiano Pontecorvo e autori vari, Il Generale Charles De Gaulle e gli altri comandanti alleati, Prefazione di Angela Falso, Il Golfo e Associazione Culturale «Andrea Mattei», Formia, 2009-2010.

## Opere pubblicate in francese

### 1972-1980
- Louis Perin, La Comédie humaine : récit musical, Louis Perin, Village-Neuf, 1972, [non paginé], [pas d'ISBN] – Réédition : 1977
- Louis Perin (musique, textes et paroles) et Pierre Schirrer (musique), Clovis ou la Comédie humaine : récit musical, Saint-Louis, Théâtre alsacien clandestin, 14 juin 1974, Louis Perin, Village-Neuf, 1974, 60 p. [pas d'ISBN]
- Louis Perin et Roland Ramseyer, Les Parasites ou l'Hermaphrodisme des champignons, pièce en 3 moments de rencontre : brochure programme (texte de la pièce jouée le 4 décembre 1976 à la Galerie de l'A.M.C. à Mulhouse), Sensible art set, Village-Neuf, 1977, 54 p. [pas d'ISBN]
- Louis Perin, Les rages insolites : 1968-1971, Louis Perin, coll. « Art et poésie », Huningue, 1979, 59 p. [pas d'ISBN]
- Louis Perin, Atomheim-sur-Rhin ou le Nucléaire est la réponse, mais quelle était donc la question ? : pièce-référendum (inclut également : Le Sacrifice de Jean Lumière contre Fessenheim-Hiroshima, de Jean-Paul Klee), Éditions de l'Art Sensible, Huningue, 1980, 81 p. [pas d'ISBN]
- Louis Perin, Blues (avec une présentation de Michelle Meyer), Louis Perin, coll. « Art er poésie », Huningue, 1980, 63 p. [pas d'ISBN]

### 1981-1990
- Louis Perin, Poésie d'almanach, La Compagnie du Lys, Huningue, 1981, [non paginé] [pas d'ISBN]
- Louis Perin, Poésie d'almanach : 2. Petite anthologie poétique de la région des Trois Frontières, La Compagnie du Lys, Huningue, 1981, 150 p. (ISBN 2-903693-00-5)
- Luigi Perin, Il Paese della fine del mondo : itinerario poetico-sentimentale, Louis Perin, Huningue et Centre storico culturale Andrea Mattei, Cassino, 1982, 48 p.

(ISBN 2-903693-01-3)
- Compagnie du Lys (sous la direction de Louis Perin), Muséologie [Texte imprimé] : un spectacle de café-théâtre, Éditions du Lys, Saint-Louis, 1982, 71 p. [pas d'ISBN]. Réunit :

Claude Guignard, Paranoïa crépusculaire (musique et mise en scène de Louis Perin) ;
Louis Perin, Les Mémoires courtes d'une chanteuse populaire (musique de Louis Perin et Stuart E. Barber) ; Bianca Perin et Claudine Marcon, Te bile pas, mon trognon, Maman est là.
- Louis Perin, L'homme moqueur : poésie, Éditions du Lys, Huningue et Nuovo centro storico culturale "Andrea Mattei", Santi Cosma e Damiano, coll. « Collana del Centro storico culturale », 1985, 64 p. (ISBN 2-903693-03-X)
- L'Odyssée du Lys : ou Dix ans d'aventure théâtrale dans la région des trois frontières, racontée par Louis Perin, Éditions du Lys, Huningue, 1987, 147 p. (ISBN 2-903693-02-1)
- Louis Perin, Waldsterben ou les Enfants du dimanche : farce noire (avec masques), Éditions du Lys, coll. « Théâtre maintenant », Huningue, 1987, 64 p. (ISBN 2-903693-04-8)
- Louis Perin, L'Égal bonheur, suivi de Chansons, Éditions du Lys, coll. « Le pied de la lettre », Huningue, 1988, 63 p. (ISBN 2-903693-02-1)
- Louis Perin, La Guerre de la liberté : évocation historique en 16 tableaux d'imagerie d'Épinal, parsemée de scènes de la Révolution dans la région des Trois Frontières : version intégrale : [Saint-Louis, 17 juin 1989], Éditions du Lys, Huningue et Éditions RUC, Paris, coll. « Théâtre maintenant », 1989, 138 p. (ISBN 2-903693-05-6)
- Louis Perin, Diogène : et autres récits des années prospères, Éditions du Lys, Village-Neuf, 1990, 115 p. (ISBN 2-903693-06-4)
- Louis Perin, Le Jeu de mon sacre ou l'Intraverti sensitif, suivi de Les Cadres, Glamour et En rupture de temps, Éditions du Lys, coll. « Théâtre maintenant », Huningue, 1990, 76 p. (ISBN 2-903693-06-4)

### 1991-2000
- Louis Perin et Benoît Meyer, Le grand printemps des rustauds : chronique théâtrale de la Guerre des paysans en Haute-Alsace (avec des illustrations de Jean-François Mattauer), Éditions du Lys, coll. « Théâtre maintenant », Huningue, 1991, 133 p. (ISBN 2-903693-09-9)
- Louis Perin, Polichinelle à la cour du roi de Naples : argument théâtral pour adolescents (sur une musique de Raphaël Picazos), Éditions du Lys, coll. « Janus », Village-Neuf, 1993, 43 p. + 40 p. (ISBN 2-903693-11-0) – Note : la traduction italienne est publiée tête-bêche, sous le titre Pulcinella alla corte del re di Napoli : argomento teatrale per ragazzi.
- Louis Perin, Les parasites ou L'hermaphrodisme des champignons : tragédie hilarante en trois moments de rencontre (d'après un canevas de Roland Ramseyer), nouvelle édition définitive pour la scène, Éditiosn du Lys, Village-Neuf, 1995, 64 p. (ISBN 2-903693-15-3)
- Louis Perin, Histoires avec Dieu, les nuages et les hommes : blitz-récits, Éditions du Lys, coll. « Le pied de la lettre », Village-Neuf, 1995, 54 p. (ISBN 2-903693-14-5)
- Stavros Melissinos, Le Calendrier d'abstinence : comédie dans le goût des contes de Boccace (adaptation française de Louis Perin), Éditions du Lys, coll. « Janus », Village-Neuf, 1996, 79 p. + 68 p. (ISBN 2-903693-16-1) – Note : l'adaptation française et le texte grec original (titré Αχ... αυτός Βοκκάκιος) sont publiés tête-bêche.
- Louis Perin, Julien Gracq, les Syrtes et l'Italie : essai, Éditions du Lys, coll. « Le pied de la lettre », Village-Neuf, 1997, 60 p. (ISBN 2-903693-17-X)

### 2000 - 2010
- Louis Perin, Saint-Louis : porte de France (recueil de textes parus dans L'Alsace, de 1979 à 1994, avec un avant-propos de Jean-Joseph Feltz), Éditions du Lys, Village-Neuf et Collège G. Forlen, Saint-Louis, coll. « Lire la ville » n° 1, 2001, 79 p.

(ISBN 2-903693-19-6)
- Louis Perin, La passe du Centaure : comédie grotesque (avant-propos de Jean Bellardy – Texte de la pièce créée le 29 mai 1999 au Théâtre de la Filature à Mulhouse), Éditions du Lys, coll. « Théâtre maintenant », 2002, 74 p. (ISBN 2-903693-20-X)
- Louis Perin, Cœurs de rock, Éditions du Lys, coll. « Le pied de la lettre », Village-Neuf, 2002, 224 p. (ISBN 2-903693-22-6)
- Louis Perin (textes) et André Hofer (photographies), Village-Neuf : cité maraîchère et gastronomique : par mots et par vues, Éditions du Lys, coll. « Lire la ville » n° 2, Village-Neuf, 2002, 112 p. (ISBN 2-903693-21-8)
- Atelier d'écriture de l'école élémentaire de Bourgfelden ; sous la direction de Louis Perin, avec une musique d'Emmanuel Babbi, La jungle dans la ville : opéra pour enfants (première représentation le 14 juin 2002 au Théâtre de la Coupole à Saint-Louis), Éditions du Lys, coll. « Mots d'ados », Village-Neuf, 2002, 48 p. (ISBN 2-903693-25-0)
- Louis Perin, Cette nuit, Calypso : théâtre, Éditions du Lys, coll. « Théâtre maintenant », Village-Neuf, 2003, 103 p. (ISBN 2-903693-29-3)
- Louis Donatien Perin, Amor : pièce en un acte, suivi de Chaînes : chain gang : pièce journalistique, Éditions du Lys, coll. « Théâtre maintenant », Village-Neuf, 2003, 71 p. (ISBN 2-903693-32-3)
- Louis Donatien Perin, L'âge de saison (avec un avant-propos de Christiane Roederer), Éditions du Lys, coll. « Le pied de la lettre », Village-Neuf, 2004, 71 p. (ISBN 2-903693-37-4)
- Louis Donatien Perin, Saliman ou Écrasons l'infâme ! : nouvelle (avec une présentation d'Eddy Cointin, un avant-propos de Jacques Meurant et une préface de Christiane Marciano-Jacob), Éditions du Lys, coll. « Le pied de la lettre », Village-Neuf, 2004, 65 p. (ISBN 2-903693-38-2)
- Louis Donatien Perin, L'éclipse d'Aline : roman, Éditions du Lys, coll. « In tasca-jeunes », Village-Neuf, 2006, 179 p. (ISBN 978-2-903693-53-4)
- Louis Donatien Perin, Télémaque ou L'inconscient voyage du fils : théâtre, Éditions du Lys, coll. « Théâtre maintenant », Village-Neuf, 2006, 80 p. (ISBN 978-2-903693-55-8)
- Louis Donatien Perin, Six personnages en quête d'un tueur, Éditions du Bastberg, coll. « Les polars régionaux », Gambais, 2007, 318 p. (ISBN 978-2-84823-070-2)
- Louis Donatien Perin, Théâtre en Femmes : Mezzaluna, Chemins de craie, Cantate en Femmes majeures, Première accélération subversive de la guerrière, théâtre. Editions du Lys, coll. «Théâtre/Maintenant», Village-Neuf, 2008, 136 p. (ISBN 2-903693-65-X)
- Louis Donatien Perin (Alexandre Gallineau), Le nez coquin de Pinocchio, Farce morveuse en cinq actes et en vers sous forme de conte de fées, Editions du Lys, coll. "Théâtre/Maintenant", Village-Neuf, 2008, 110 p. (ISBN 2-903693-67-6)
- Louis Donatien Perin, La Kermesse des folles, tragédie grotesque, Editions du Lys, coll. "Théâtre/Maintenant", Village-Neuf, 2009, 72 p. (ISBN 2-903693-71-4)
- Louis Donatien Perin, La Petite camarde alsacienne, Editions du Bastberg, coll. "Polars régionaux", 2010, 376 p. (ISBN 978-2-358590-18-1)

### 2011 -
- Louis Donatien Perin, Cheyenne de garde, comédie de mœurs en quatre actes, Editions du Lys, coll. "Théâtre/Maintenant", Village-Neuf, 2011, 108 p. (ISBN 2-903693-74-9)
- Louis Donatien Perin et Jean-Christophe Meyer, Les galets du Rhin/Rheinkiesel, Anthologie poétique de la région des Trois Pays, Volume III, Éditions du Lys, coll "Le Pied de la Lettre", 2012, 222 p. (ISBN 2-903693-75-7)
- Louis Donatien Perin (Alexandre Gallineau), Le Parrain galant homme, comédie-ballet en cinq actes, Éditions du Lys, coll. "Théâtre/Maintenant", 2012, 112 p. (ISBN 2-903693-77-3)
- Louis Donatien Perin, Hors le silence suivi de Table de vérité, théâtre. Éditions du Lys, coll. "Théâtre/Maintenant", 2013, 105 p. (ISBN 2-903693-79-X)
- Lina Ritter, Peter Hagebach/Pierre de Hagenbach, drame historique adapté librement en français par Patrick Keller et Louis Donatien Perin, Éditions du Lys, coll. "Janus", 2013, 260 p. (ISBN 2-903693-80-3)
- Louis Donatien Perin, Au nombre des vieilles femmes en pleurs, Éditions du Bastberg, coll. "Les Polars", 2014, 302 p. (ISBN 9782358590495)
- "La Campagna dell'esercito di Liberazione francese nei Comuni di Santi Cosma e Damiano Castelforte Minturno e Spigno Saturnia : la Liberazione di Cassino e del Cassinate". Testo di Christophe Touron, traduzione di Luigi Perin, Edizioni Odisseo, Itri, 2014.
- Louis Donatien Perin, La Nuit de la sainte exécration (teatro) suivi de Saliman ou Écrasons l'infâme ! (novella), Éditions du Lys, coll. "Théâtre/Maintenant", 2015, 102 p. (ISBN 2-903693-83-8)
- Eduardo Scarpetta/Louis Donatien Perin, Le Médecin des fous (O' Miedico d'e pazze), commedia napoletana adattata n francese, Éditions du Lys, coll. "Théâtre/Maintenant", 2016, 102 p. (ISBN 2-903693-88-9)
- Louis Donatien Perin, L'ombre en deuil de soi-même, Éditions du Bastberg, coll. "Les Polars", 2016, 292 p. (ISBN 9782358590778)

## Opera in lingua rumena
- Louis Perin, Ín ruptura timpului, teatro. Traduzione rumena di Nicu Aleman e Radu Tuculescu, Steaua n°7, Bucarest, luglio 2002.

## Musica
- Le Groupe Lys con Lily Baumann : Les mémoires d'un chanteuse populaire. Spettacolo musicale di Louis Perin. Cassetta audio, 10 canzoni. Testi e musica di Louis Perin. Les Editions du Lys, Saint-Louis, 1982.
- Les Jaguars, Saint-Louis Beat, LP 25 cm, 11 canzoni. Saphyr 6001, Kalohé Production, 1999.
- Les Jaguars, Cœurs de rock, CD 12 canzoni. Testi e musica di Louis Perin. Arrangiamenti Sébastien Trœndlé. Planète Bleue Production, 2000.
- Jack Layton & Jaguars, Elsasser Blues "Sumpfig Wasser", 4 titoli di blues in alsaziano. 2015.

| Controllo di autorità | VIAF (EN) 46897162 · ISNI (EN) 0000 0001 2131 2239 · SBN PUVV186427 · LCCN (EN) n98111457 · GND (DE) 1044028548 · BNF (FR) cb13091595k (data) |